# Representação LGBT na Disney
Este artigo apresenta a história da representação de personagens lésbicas, gays, bissexuais, transgêneros e queer (LGBTQ) em produções animadas da The Walt Disney Company, incluindo filmes dos estúdios Walt Disney Animation Studios e Pixar, os canais de televisão Disney, bem como do serviço de streaming Disney+. A partir de 1983, a Disney lutou com a representação LGBTQ em suas séries animadas, e seu conteúdo frequentemente incluía estereótipos sobre os LGBTQ ou o conteúdo era censurado em séries que foram ao ar na Toon Disney, como Blazing Dragons. Alguns criadores também criticaram os executivos dos estúdios Disney por cortarem cenas LGBTQ de seus programas no passado, ou criticaram que seus programas não eram vistos como parte da "marca Disney", como The Owl House.

## Representação

### Codificação Queer
O género foi sempre um componente das animações, com estudiosos como Harry Benshoff e Sean Griffin escrevendo que a animação foi sempre insinuativa na questão do gênero. Alguns argumentaram que a Walt Disney Company brincava com estereótipos de gênero no passado, incorporando personagens efeminados ou maricas, ou aqueles codificados como gay, que ocorreu enquanto os personagens eram cômicos e mantidos a distância dos braços(tradução literal temporária). Continuando no final dos anos 1980, vilões nos filmes da Disney que eram codificados como queer começaram a aparecer. Gaston e Lefou no filme de 1991, A Bela e a Fera e Jafar do filme lançado no ano seguinte Aladdin foram criados por um animador gay assumido nomeado Andreas Deja, e cantaram músicas de Howard Ashman, que era também gay assumido. Deja supervisionou a animação para esses personagens, com alguns notando o valor exagerado desses personagens. O fato de Deja ter trabalhado também em Scar no filme O Rei Leão e o protagonista do filme Hércules , por exemplo, foi discutido como uma influência no desenvolvimento de alguns personagens da Disney Em um artigo de junho de 1994 no The Advocate, um produtor executivo do Rei Leão, o Thomas Schumacher, um homem homossexual, argumentou que tem "um monte de pessoas homossexuais em todo o nível" da Disney, e chamou isso de "um ambiente muito acolhedor". Ele anotou que ele trouxe seu parceiro, Matt White, para uma festa de praia anual da empresa e que enquanto alguns executivos estavam desconfortáveis com Schumacher trazendo seu parceiro, executivos superiores não deram nenhum problema a ele. 
Schumacher também disse que enquanto ele se arrependia de entregar guias do filme para Don Hahn, ele estava orgulhoso de músicas de Tim Race, um lírico, e Elton Jonh no filme, The Advocate anotou que mesmo se não tivesse homossexuais assumidos no filme, teria sensibilidade para problemas envolvendo LGBTQ no escalão superior da Disney.

## Controvérsias
Um exemplo popular de controvérsia envolvendo LGBTQ, foi um caso envolvendo o filme Lightyear, que foi banido em 14 países, como Arábia Saudita e outros países do Oriente Médio e da Ásia por conter uma cena mostrando um beijo lésbico